# Emma Fiebig-Jasiczek
Emma Fiebig-Jasiczek (ur. 15 listopada 1908, zm. 28 kwietnia 1997) – polska i niemiecka pielęgniarka, „Sprawiedliwa wśród Narodów Świata”.

## Życiorys
W trakcie II wojny światowej zaangażowała się w pomoc Żydom. Jako pielęgniarka w „Zofiówce”, żydowskim szpitalu psychiatrycznym w Otwocku pod Warszawą, była współpracownikiem dr Stanisława Sierpińskiego. Po wybuchu wojny dr Sierpiński uciekł na wschód, do Lwowa. W 1941 r., kiedy miasto zostało zajęte przez Niemców, wrócił do Warszawy, gdzie był internowany w getcie. W sierpniu 1942 r., podczas masowej deportacji z getta, Fiebig skontaktowała się z Sierpińskim i zaproponowała przemycenie go z getta. Sierpiński skorzystał z jej oferty i tego samego dnia wraz z kobietą o imieniu Genia Wagman udał się na aryjską stronę miasta. Sierpiński przebywał u Fiebig około miesiąca, do czasu dostarczenia mu przez nią sfałszowanych dokumentów, po czym wstąpił do oddziału partyzanckiego jako główny lekarz Gwardii Ludowej. Choć Fiebig była poniekąd Niemką (Volksdeutsche), odmówiła podpisania listy etnicznych Niemców (Deutsche Volksliste). Pod koniec 1942 r. została uwięziona, oskarżona o pomoc Żydom i wywieziona do Auschwitz.  

O pomocy udzielonej przez Emmę, Sierpiński wypowiadał się następującoː  
„Mnie wyciągnęła volksdeutschka, która pracowałą ze mną w Otwocku. Dowiedziała się od jakiegoś pielęgniarza, że ja jestem w getcie i mnie wyciągnęła. Wspaniały człowiek to był".  
Jest pochowana na Cmentarzu Komunalnym w Oleśnicy (sektorː F, rządː 3, nr grobuː 9).
25 września 1986 r. Instytut Jad Waszem uhonorował Emmę Fiebig-Jasiczek medalem „Sprawiedliwy wśród Narodów Świata”.